# General locotenent-colonel
General locotenent-colonel, (în sârbă  și croată Генерал-Потпуковник sau General-Potpukovnik, în sârbă literal „General sub-colonel”), este un grad militar în unele armate, cu precădere în Armata Sârbă și Forțele Aeriene Sârbe.
Gradul de general locotenent-colonel reprezintă în unele armate o poziție ierarhică superioară celei de general-maior. În Armata Sârbă, denumirea de „sub-colonel” (Potpukovnik / Потпуковник) este folosită mai des decât cea de locotenent-colonel (Poručnikpukovnik / Поручникпуковникin).

## Serbia
În Armata Sârbă și Forțele Aeriene Sârbe, gradul de general locotenent-colonel se situează ierarhic imediat sub cel de general-colonel. Gradul de general locotenent-colonel corespunde ca funcție unui comandant de divizie. 

## Macedonia și Slovenia
În Republica Macedonia și Slovenia, un general locotenent-colonel (în macedoneană генерал потполковник, în slovenă generalpodpolkovnik) este un grad militar superior celui de general-maior si inferior celui de general, echivalent cu cel de general-locotenent.